# حاجی‌آباد (همدان)
حاجی‌آباد (همدان)، روستایی از توابع بخش فامنین شهرستان همدان در استان همدان ایران است.

## جمعیت
این روستا در دهستان خرم‌دشت قرار دارد و براساس سرشماری مرکز آمار ایران در سال ۱۳۹۵، جمعیت آن 550نفر (۱۲۰خانوار) بوده‌است.